# Selim II Giray
Selim II Giray, född 1708, död 1748, var Krimkhanatets khan 1743-1748. 